# Salinas (Spagna)
Salinas è un comune spagnolo situato nella comunità autonoma Valenciana.